# Swietłana Kluka
Swietłana Wasiljewna Kluka (ros. Светлана Васильевна Клюка; ur. 27 grudnia 1978 w Biełogorsku) – rosyjska lekkoatletka, specjalizująca się w biegu na 800 metrów.

## Osiągnięcia
| Rok  | Impreza                      | Miejsce   | Lokata     | Wynik   |
| ---- | ---------------------------- | --------- | ---------- | ------- |
| 2003 | Światowe Igrzyska Wojskowych | Katania   | 3. miejsce | 2:07,84 |
| 2005 | Uniwersjada                  | Izmir     | 1. miejsce | 2:00,80 |
| 2006 | Mistrzostwa Europy           | Göteborg  | 2. miejsce | 1:57,48 |
| 2007 | Mistrzostwa świata           | Osaka     | 7. miejsce | 2:00,90 |
| 2008 | Igrzyska olimpijskie         | Pekin     | 4. miejsce | 1:56,94 |
| 2009 | Mistrzostwa świata           | Berlin    | 9. miejsce | 2:00,48 |
| 2010 | Mistrzostwa Europy           | Barcelona | 8. miejsce | 2:00,15 |

## Rekordy życiowe
| Konkurencja   | Data          | Miejsce | Czas    |
| ------------- | ------------- | ------- | ------- |
| Bieg na 400 m | 24 lipca 2006 | Moskwa  | 52,14   |
| Bieg na 800 m | 18 lipca 2008 | Kazań   | 1:56,64 |